# Tiger-klass (kryssare)
Tiger-klassen var en klass kryssare som byggdes för Royal Navy. De var de sista kryssarna i brittisk tjänst och efter ombyggnationen i slutet på 1960-talet blev de också de enda brittiska helikopterkryssarna. Det sista fartyget i klassen tjänstgjorde fram till 1979.

## Utveckling
De fyra sista fartygen Minotaur-klassen kölsträcktes  1941 respektive 1942, men eftersom produktionen av Colossus-klassen hade prioritet blev de inte sjösatta förrän efter krigsslutet. Krigsslutet innebar också att behovet av nya kryssare var litet och de pengar det skulle kosta att färdigställa dem kunde användas bättre på annat håll. De mer än halvfärdiga fartygen lades därför i malpåse och ett av dem, HMS Hawke, skrotades 1947. Lanseringen av den sovjetiska Sverdlov-klassen gjorde dock att amiralitetet fick tänka om och byggandet av de tre halvfärdiga Minotaur-klass kryssarna återupptogs 1954 som en egen klass; Tiger-klassen.
Tiger-klassen hade bara fyra tunga kanoner i två dubbeltorn jämfört med Minotaur-klassens nio kanoner i tre trippeltorn. Tiger-klassens halvautomatiska kanoner hade dock högre eldhastighet och kunde eleveras högre vilket gjorde att de även kunde användas som luftvärnskanoner. Trots det så stod det snart klart att de kanonbeväpnade kryssarnas tid var förbi. År 1964 beslutade amiralitetet att Tiger-klassen inte längre var effektiv varken i ytstrid eller som luftvärn. Därför påbörjades 1965 en omfattande ombyggnad av Tiger och Blake till helikopterkryssare. Det aktre kanontornet togs bort och i stället fick de en helikopterplatta och en hangar stor nog för fyra stycken Wessex-helikoptrar (senare tre stycken Sea King-helikoptrar). Dessutom försågs fartygen med Sea Cat-robotar. Lion skrotades och delarna användes som reservdelar till de andra fartygen. Det sades att Tiger innehöll så många delar från Lion att hon skämtsamt började kallas för Liger.
Fartygen med sina stora besättningar var dock dyra i drift och utan något kvalificerat luftvärnssystem som Sea Dart eller Sea Wolf var de inte heller till mycket nytta som eskort till hangarfartygen. Därför avrustades Tiger i april 1978 och Blake i december 1979. Blake var då brittiska flottans sista kryssare.
När Falklandskriget bröt ut i april 1982 var både Tiger och Blake fortfarande i gott skick och de började hastigt upprustas. Deras tunga kanoner, stora helikopterplatta och goda uthållighet antogs skulle vara till god nytta i Sydatlanten. Framför allt var det möjligheten att basera och tanka Harriers ombord som var lockande, något som redan provats tidigare. Efter att den brittiska jagaren Sheffield och den argentinska kryssaren General Belgrano sänkts i maj avbröts upprustningen. Amiralitetet ansåg att kryssarna hade för dåliga möjligheter att försvara sig själva mot flyganfall. Man ansåg sig helt enkelt inte ha råd med någon egen Belgrano-katastrof.

## Fartyg i klassen

### HMSTiger(C20)
Kölsträckt: 1 oktober 1941, Sjösatt: 25 oktober 1945, Tagen i tjänst: 18 mars 1959, Avrustad: 20 april 1978, Skrotad i oktober 1986.

Tiger började byggas som Bellerophon, men det ändrades till Tiger innan sjösättningen i oktober 1945. År 1946 avbröts arbetena på Tiger och hon lades i malpåse i Dalmuir, Skottland. Hennes nya design fastställdes 1951, men byggandet återupptogs inte förrän 1954. I sin nya skepnad hade hon bara fyra 152 mm kanoner, men de hade i gengäld betydligt högre eldhastighet. Hon utrustades också med andra nymodigheter som luftkonditionering och en automatisk telefonväxel. I mars 1959 var hon till sist färdig. Efter inledande provturer visade hon upp sig på en rundresa till Gdynia, Stockholm, Kiel och Antwerpen. I slutet av 1959 seglade hon till Medelhavet där hon tjänstgjorde som flaggskepp för brittiska medelhavsflottan. När Kubakrisen bröt ut lämnade både Tiger och hennes systerfartyg Lion Gibraltar och seglade mot Karibien. Hon var också närvarande vid Indonesien–Malaysia-konflikten under början av 1960-talet. År 1966 deltog hon i blockaden av Rhodesia och var även värd för förhandlingarna mellan premiärministrarna Ian Smith och Harold Wilson. Från 1968 till 1972 genomgick hon ombyggnad i Devonport till helikopterkryssare där hennes aktre kanontorn togs bort och ersattes med helikopterplatta och hangar. Hon fick också ny radar och Sea Cat-robotar. Att hon krävde en så stor besättning var en stor nackdel när brittiska flottan började skära ner under 1970-talet. Därför blev hon placerad i reserv 1978 och året efter avrustades hon. När Falklandskriget bröt ut påbörjades en upprustning av Tiger som dock aldrig slutfördes. Chile visade ett visst intresse av att köpa henne, men någon affär blev aldrig av. I stället låg Tiger och förföll i Portsmouth till 1986 då hon såldes som skrot och bogserades till Spanien för upphuggning.

### HMSLion(C34)
Kölsträckt: 6 juni 1942, Sjösatt: 2 september 1944, Tagen i tjänst: 20 juli 1960, Avrustad: december 1972, Skrotad i february 1975.

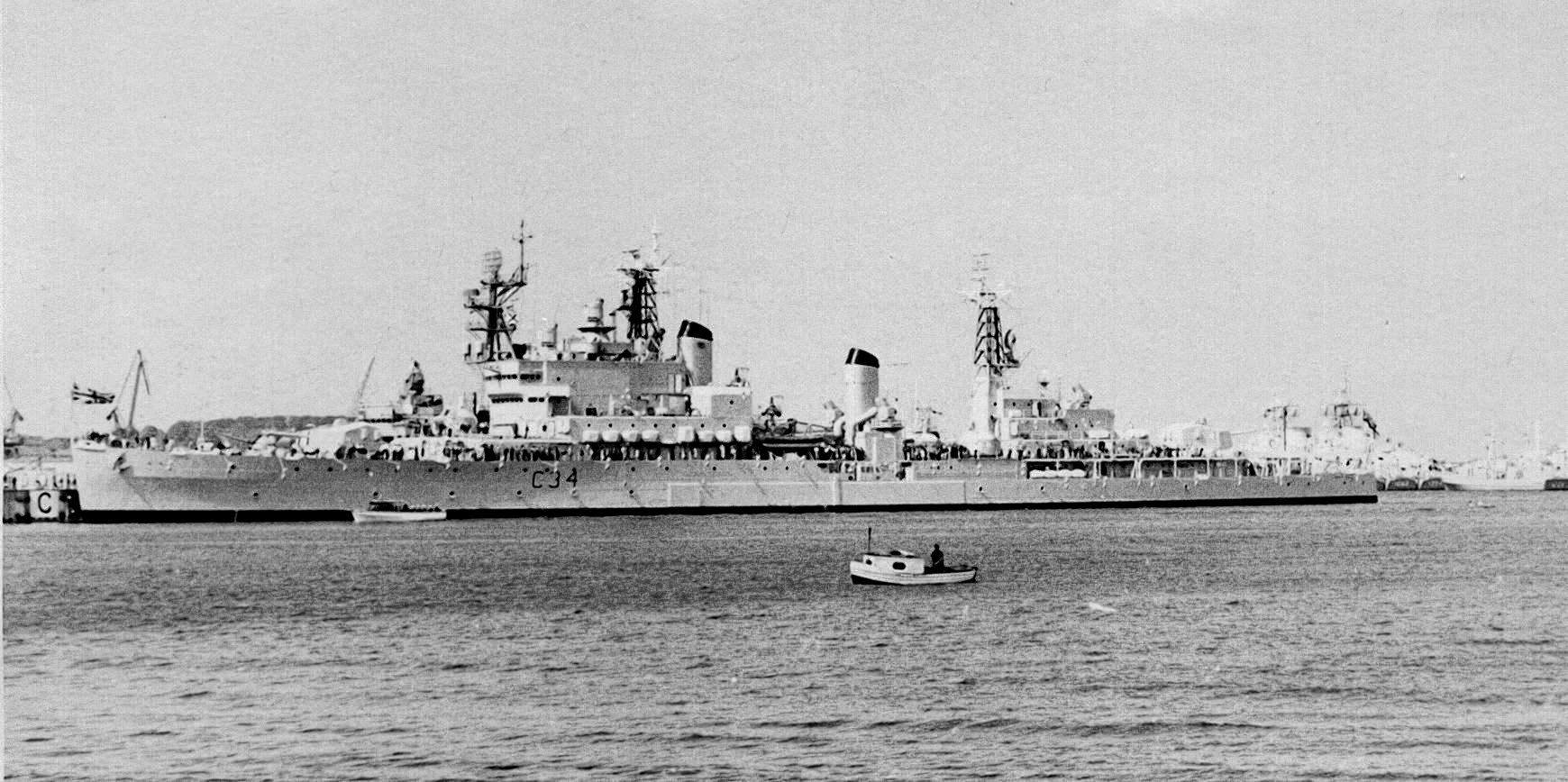
Lion på besök i Kiel 1964.

Lion byggdes och sjösattes som Defence. År 1946 avbröts arbetena och hon lades i malpåse i Gare Loch, Skottland. År 1957 återupptogs byggnationen enligt en nyare design och i samband med det bytte hon också namn till Lion. År 1960 blev hon färdig och togs i tjänst, men maskinproblem gjorde att det dröjde till februari 1961 innan hon blev helt operationsduglig. Under 1961 patrullerade hon i Medelhavet och under 1962 besökte hon Sydamerika. År 1963 patrullerade hon Medelhavet och Indiska Oceanen och besökte bland annat Australien och det nyligen självständiga Malaysia. Under våren 1964 deltog hon i NATO-övningar i Atlanten och besökte Spanien och Portugal. Sommaren samma år kolliderade hon med fregatten HMS Lowestoft vid Forthbron. Hon reparerades i Rosyth och kunde därefter segla till Medelhavet för att delta i Maltas självständighetsfirande. Våren 1965 deltog hon i ytterligare ett självständighetsfirande, den här gången i Gambia. År 1972 avrustades Lion. Av kostnadsskäl genomgick hon inte samma ombyggnad som sina systerfartyg Tiger och Blake utan plundrades i stället på reservdelar till dessa. I februari 1975 såldes hon som skrot och hon skrotades i april i Inverkeithing.

### HMSBlake(C99)
Kölsträckt: 17 augusti 1942, Sjösatt: 20 december 1945, Tagen i tjänst: 18 mars 1961, Avrustad: december 1979, Skrotad i augusti 1982.

Kort efter att Blake sjösattes i december 1945 avbröts bygget och det mer än halvfärdiga fartyget lades i malpåse i Gare Loch. År 1954 återupptogs bygget, men efter en ny design med snabbskjutande artilleri. Hon togs i tjänst 1961. Mellan 1965 och 1969 byggdes hon om till helikopterkryssare med en stor hangar och helikopterplatta i stället för det aktre kanontornet. Efter ombyggnaden provade man att operera med Harrier-flygplan från Blake. Flygdäcket var stort nog för en Harrier, men eftersom den var tvungen att starta vertikalt begränsades räckvidden och vapenlasten. På grund av sin stora besättning var hon dyr i drift och hon avrustades därför av kostnadsskäl i december 1979. Hon var då Storbritanniens sista kryssare. När Falklandskriget bröt ut påbörjades en återrustning av fartyget, men den avbröts i maj 1982. Hon skrotades i Cairnryan i november 1982.